# Pedra de Fundação

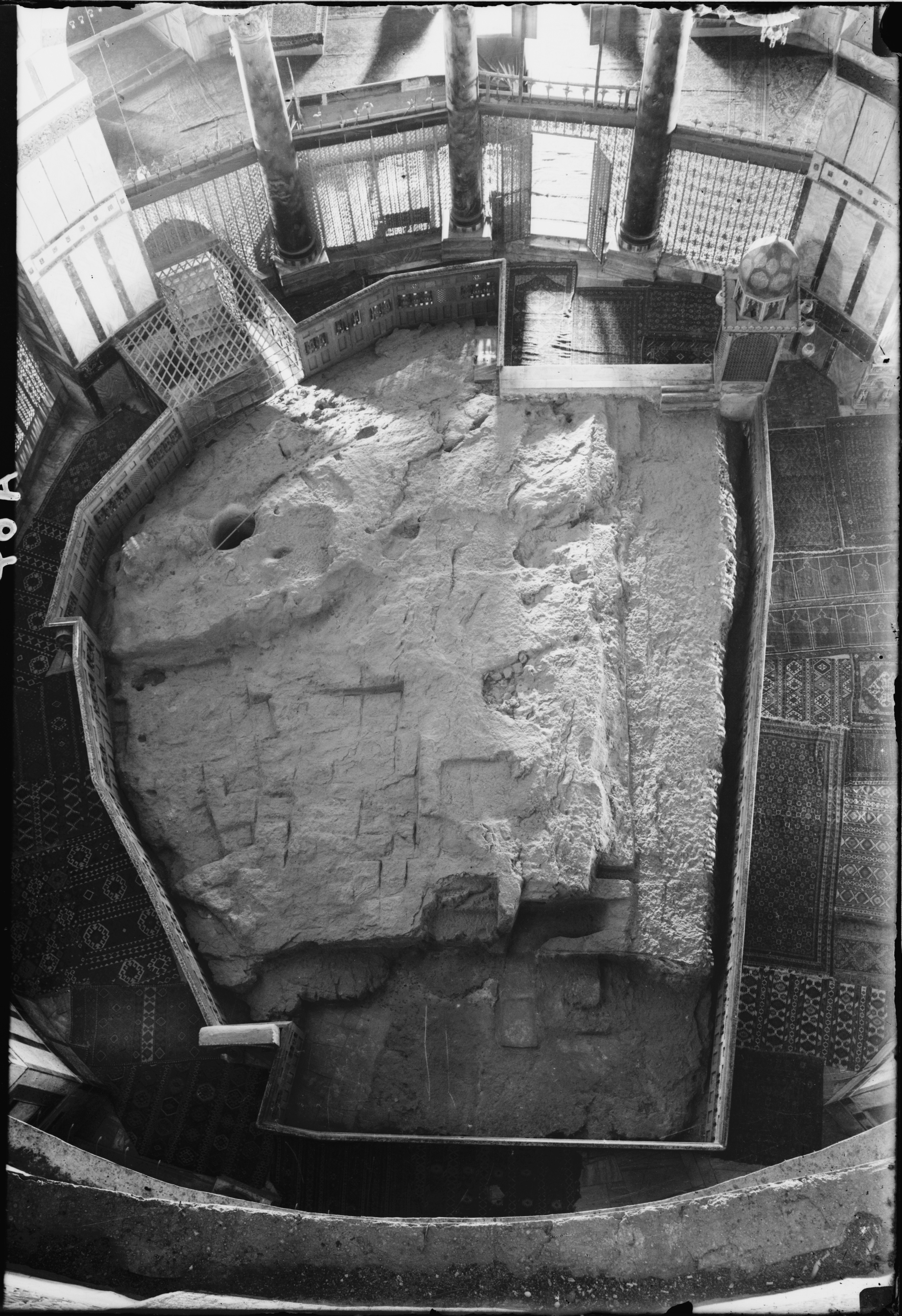
A Pedra Fundamental no piso do santuário Cúpula da Rocha em Jerusalém. O buraco redondo no canto superior esquerdo penetra em uma pequena caverna, conhecida como Poço das Almas, abaixo. A estrutura em forma de gaiola logo além do buraco cobre a entrada da escada para a caverna (sul é em direção ao topo da imagem).

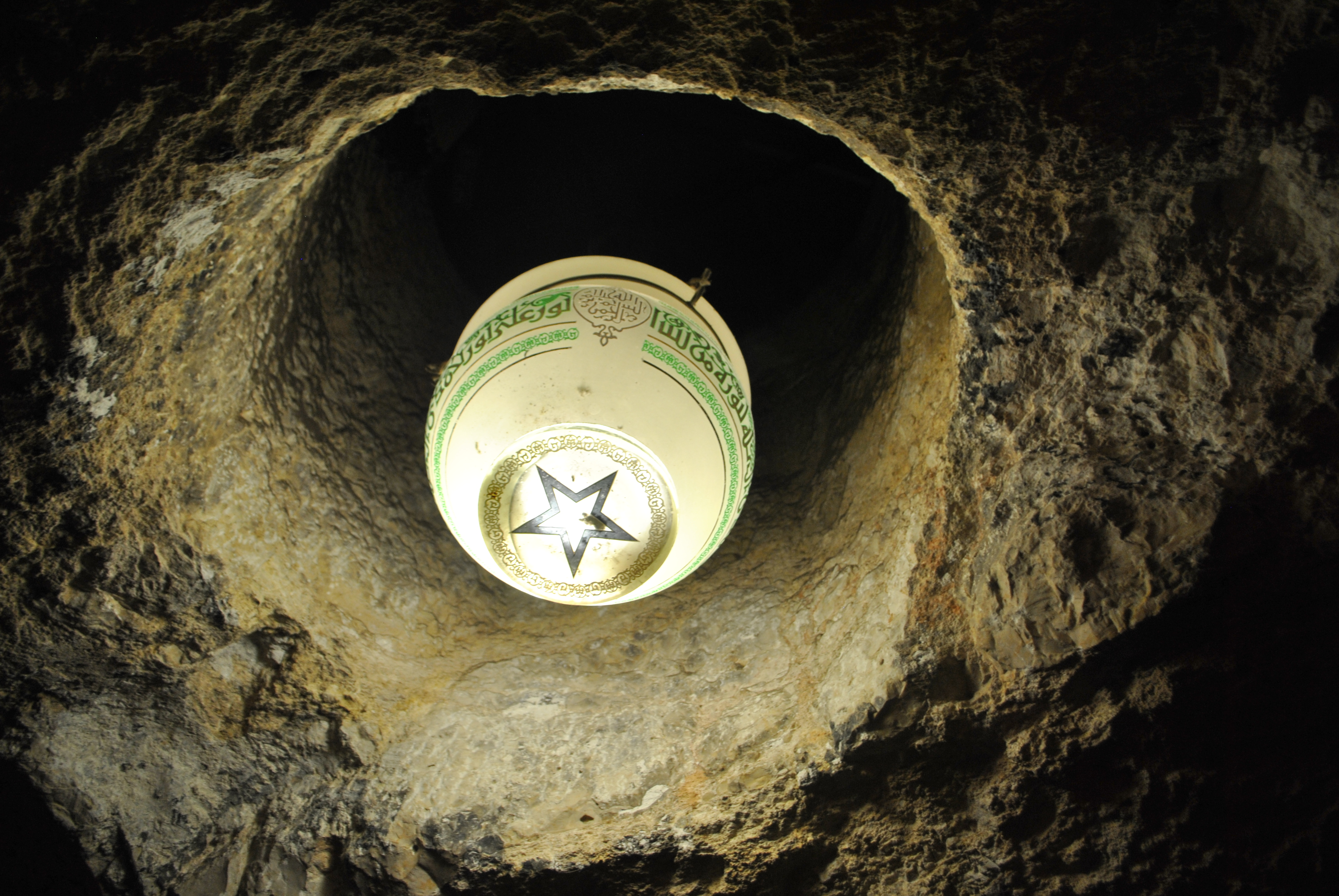
A parte inferior da Pedra Fundamental, foto tirada do Poço das Almas.

A Pedra de Fundação ou Pedra Fundamental (em hebraico:  אֶבֶן הַשְׁתִיָּיה, romanizada: 'éven hašəṯīyyā, lit. 'a pedra da fundação'; ou simplesmente סֶּלַע Selā‛,"pedra"), ou a rocha nobre (árabe: الصخرة المشرفة, romanizada: al. -Saḵrah al-Mušarrafah, lit. 'A Pedra Nobre') é a rocha no centro da Cúpula da Rocha em Jerusalém. Também é conhecida como a Pedra Perfurada porque tem um pequeno buraco no canto sudeste que entra em uma caverna sob a rocha, conhecida como Poço das Almas.
De acordo com o Talmud e com a teoria do consenso na erudição moderna, o Santo dos Santos – ou seja, o local mais sagrado da Terra, onde residia a presença de Deus – ficava diretamente sobre a Pedra Fundamental. Fontes judaicas tradicionais o mencionam como o lugar de onde a criação do mundo começou, e como o axis mundi, o centro do mundo e o lugar onde as palavras físicas e espirituais se conectavam.

## Significado para os judeus
Este é o local mais sagrado do judaísmo. Judeus de todo o mundo oram em direção à Pedra Fundamental.
O Midrash da Era Romana Tanhuma resume a centralidade e santidade deste local no judaísmo:
Como o umbigo está situado no centro do corpo humano,
assim é a terra de Israel o umbigo do mundo...
situado no centro do mundo,
e Jerusalém no centro da terra de Israel,
e o santuário no centro de Jerusalém,
e o lugar santo no centro do santuário,
e a arca no centro do lugar santo,
e a Pedra Fundamental diante do lugar santo,
porque dela o mundo foi fundado.
De acordo com os sábios do Talmud, foi desta rocha que o mundo foi criado, sendo ele próprio a primeira parte da Terra a vir a existir. Nas palavras do Zohar, "O mundo não foi criado até que Deus pegou uma pedra chamada Even haShetiya e a jogou nas profundezas onde foi fixada de cima para baixo, e a partir dela o mundo se expandiu. mundo e neste local estava o Santo dos Santos".
De acordo com o Talmud, foi perto daqui, no local do altar, que Deus reuniu a terra que foi formada em Adão. Foi nessa rocha que Adão — e mais tarde Caim, Abel e Noé — ofereceram sacrifícios a Deus. Fontes judaicas identificam esta rocha como o local da Amarração de Isaque mencionado na Bíblia, onde Abraão cumpriu o teste de Deus para ver se ele estaria disposto a sacrificar seu filho. A montanha é identificada como Moriá em Gênesis 22. Também é identificada como a rocha sobre a qual Jacó sonhou com anjos subindo e descendo em uma escada e, consequentemente, consagrando e oferecendo um sacrifício.

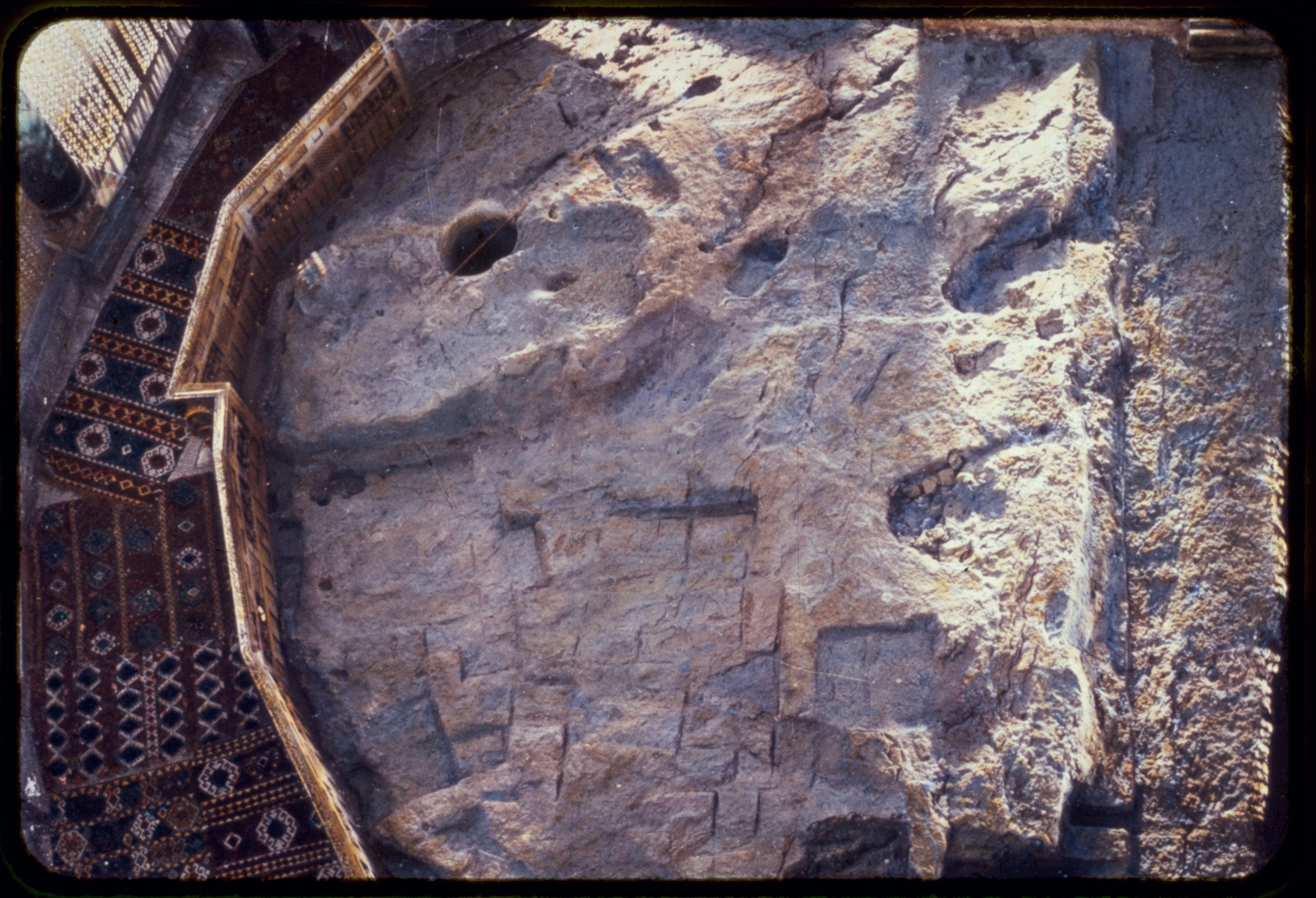
Imagem da Pedra Fundamental tirada na segunda metade do século XX.

Quando, segundo a Bíblia, o rei Davi comprou uma eira de propriedade de Araúna, o jebuseu, acredita-se que foi sobre essa pedra que ele ofereceu o sacrifício mencionado no versículo. Ele queria construir um templo permanente lá, mas como suas mãos estavam "ensanguentadas", ele foi proibido de fazê-lo. A tarefa foi deixada para seu filho Salomão, que completou o Templo em c. 950 a.C.
A Mishná no tratado Yoma menciona uma pedra situada no Santo dos Santos que se chamava Shetiya e tinha sido revelada pelos primeiros profetas (ou seja, David e Samuel).
Uma fonte cristã primitiva observando o apego judaico à rocha pode ser encontrada no Itinerarium Burdigalense, escrito entre 333 e 334 EC, quando Jerusalém estava sob o domínio romano, que descreve uma "pedra perfurada à qual os judeus vêm todos os anos e a ungem, lamentam-se com gemidos, rasgam suas vestes e vão embora".

## Significado para os islâmicos
O Monte do Templo, onde a Pedra Fundamental está localizada, é considerado pelos comentaristas do Alcorão como o local de onde Maomé começou sua jornada noturna. Embora o Alcorão não mencione especificamente Jerusalém no nome como o local da ascensão, rotulando o local como a "mesquita mais distante" (da qual a Mesquita Al-Aqsa, construída mais tarde, foi nomeada), o Hadith, o registro ditos de Maomé, especificam que a Mesquita de Al-Aqsa está em Jerusalém.
Abaixo da Pedra Fundamental há uma caverna conhecida como Poço das Almas. Às vezes é considerado o esconderijo tradicional da Arca da Aliança.